# Johann Nikolaus Weiß

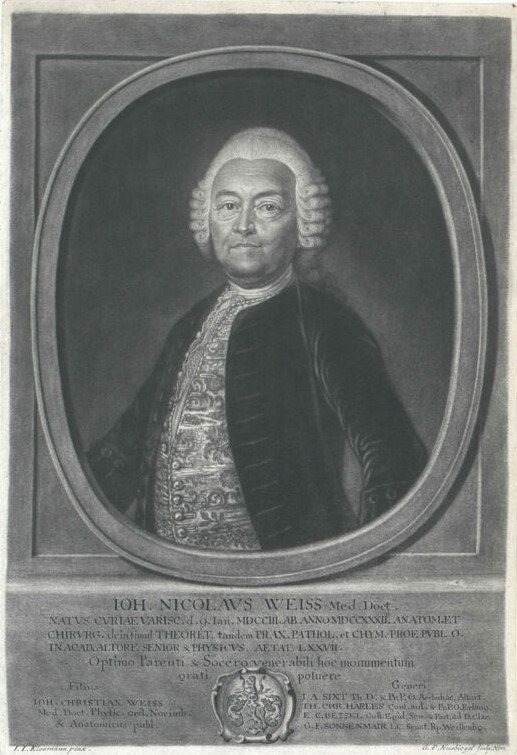
Johann Nikolaus Weiß im Alter von 77 Jahren. Kupferstich von Georg Paul Nussbiegel nach Johann Jakob Kleemann.

Johann Nikolaus Weiß (* 9. Januar 1702 in Hof (Saale); † 5. Juli 1783 in Altdorf bei Nürnberg) war ein deutscher Mediziner, Chemiker und Hochschullehrer.

## Leben
Johann Nikolaus Weiß war der Sohn des Theologen Johann Christoph Weiß und der Maria Magdalena Schildbach, die aus Plauen stammte. 
Ab 1711 besuchte Johann Nikolaus Weiß das Gymnasium in Hof und begann 1722 in Jena Medizin, Philosophie und Mathematik zu studieren. Nach drei Jahren verließ Weiß die dortige Universität, um sein Studium in Erfurt, Leipzig, Halle und Straßburg fortzusetzen, insbesondere um seine Kenntnisse der Anatomie zu vertiefen. Anschließend war Weiß als praktischer Arzt in Hof tätig, bis er 1729 nach Altdorf ging und im Mai desselben Jahres die Lizenziatenwürde erwarb. Zunächst unterrichtete Johann Nikolaus Weiß Mathematik, Anatomie und Physis am Egidiengymnasium in Nürnberg. 1731 wurde er durch Johann Jakob Baier mit dem Gesellschaftsnamen Agathinus II. in die Akademie der Naturforscher Leopoldina aufgenommen.
Als Johann Heinrich Schulze 1731/32 die Universität Altdorf verließ, wurde Weiß zum ordentlichen Professor der Anatomie und Chirurgie berufen. Auf Grund einer Erkrankung konnte er die Stelle jedoch erst im Februar 1733 antreten, die Doktorwürde wurde ihm am 29. Juni 1733 verliehen. Nach Johann Jakob Baiers Tod 1736 erhielt Weiß zusätzlich dessen Professur der „Theoretischen Arzneikunde“ und übernahm das Altdorfische Stadtphysikat. Johann Nikolaus Weiß war fünf Jahre lang Rektor der Universität sowie achtmaliger Dekan seiner Fakultät. 1765 tauschte er die Professur der Anatomie gegen die der Chemie. Ab 1768 bekleidete Weiß die Professuren der medizinischen Praxis, Pathologie und Chemie. Seine zeitgenössische Berühmtheit erlangte Weiß auch durch zahlreiche Kuren, die er zunächst an sich selbst erprobte. Sein Wirken brachte ihm in Nürnberg den Beinamen eines „Altdorfischen Galens“ ein.
Seit dem 28. April 1733 war Johann Nikolaus Weiß mit der ältesten Tochter des Philologen Christian Gottlieb Schwarz, Barbara, verheiratet. Das Paar hatte zehn Kinder, von denen allerdings nur vier Töchter und ein Sohn (Johann Christian Weiß, ebenfalls Mediziner, * 1754; † nach 1808) das Erwachsenenalter erreichten.
Am 29. Juni 1783 beging Weiß sein 50-jähriges Doktorjubiläum. Nach dem Besuch der Kirche erlitt Weiß während der Feierlichkeiten einen „Schlagfluss“, an dessen Folgen er verstarb.

## Schriften (Auswahl)
- Johann Maximilian Dietmanns [...] gründliche Untersuchung des Nieder-Oesterreichischen Badner-Bades dessen Gebrauch und Mißbrauch. Übersetzung aus dem Lateinischen und mit einer Vorrede von Johann Nikolaus Weiß. Johann Adam Schmidt, Nürnberg 1734. (Digitalisat)
- Disquisitio physico medica de discrimine motus elastici et vitalis fibrarum. Johann Georg Meyer, Altdorf 1735. (Digitalisat)
- Dissertatio medica de abusu purgantium in recens natis. Johann Georg Meyer, Altdorf 1737. (Digitalisat)
- Dissertatio medica de damnis e diarrhoea intempestiue suppressa oriundis. Johann Georg Meyer, Altdorf 1742. (Digitalisat)
- Dissertatio medica de arteriis viscerum propriis. Johann Georg Meyer, Altdorf, 1744. (Digitalisat)
- Ad anatomen publicam militis laqueo suspensi omnes anatomici studii amatores decenter invitat et praefaminis loco observationes anatomicas quasdam in sectionibus praegressis adnotatas. Johann Georg Meyer, Altdorf 1745. (Digitalisat)
- De re medica veterum graecorum ad illustranda quaedam divini codicis loca disquirit. Johann Georg Meyer, Altdorf 1746. (Digitalisat)
- Tetras dissertationum medicarum quibus theorema medicum alia sensatio alii motus adstruitur applicatur limitatur. Johann Adam Hessel, Altdorf 1759. (Digitalisat)
- Historiam partus impediti ex membrana tendinosa os uteri internum arctante. Johann Adam Hessel, Altdorf 1761. (Digitalisat)
- Dissertatio medica de causis cur humanum corpus e materia valde corruptibili sit compositum. Johann Georg Meyer, Altdorf 1764. (Digitalisat)